# اقتصاد زیستی
اقتصاد زیستی یا "بیو اکونومی" شامل مجموعه ای از فعالیت‌های اقتصادی است که به تولید منابع زیستی تجدیدپذیر پرداخته و آن را به مواد غذایی و دیگر محصولات با پایه زیستی تبدیل می‌کند. در این نوع از اقتصاد، محصولات زاید به عنوان ماده خام استفاده شده و جایگزین سوخت‌های فسیلی در این زمینه می‌گردند.

## اهمیت اقتصاد زیستی
در سال‌های اخیر، تغییرات آب و هوایی و افزایش گازهای گلخانه ای نیاز به کاهش مصرف سوخت‌های فسیلی، مواد پایه نفتی و جایگزین ساختن آن‌ها با دیگر مواد را افزایش داده‌است. بنابراین اقتصاد زیستی از اهمیت قابل ملاحظه ای برخوردار است. به گفتهٔ دبیر ستاد توسعه زیست فناوری برای رهایی از اقتصاد نفتی باید بر منابع زیستی تکیه کنیم و این در حالیست که هنوز اهمیت منابع زیستی در جامعه ما نهادینه نشده‌است.

## اهداف اقتصاد زیستی
- "بهبود مصرف منابع
- امنیت غذایی
- استفادهٔ بهتر و کارآمد از منابع"[۴]

## رشد اقتصاد زیستی
رشد اقتصاد زیستی مستلزم ارتقای علوم زیستی و فناوری‌های وابسته به آن و همچنین سرمایه‌گذاری در این عرصه است.

## اقتصاد زیستی و اقتصاد مقاومتی
سرمایه‌گذاری در حوزه اقتصاد زیستی و گسترش بازار محصولات زیست فناوری گامی مهم در رونق کسب و کار و توسعهٔ جامعه بوده که به نوبهٔ خود می‌تواند راهبردی ملی در پیشبرد اقتصاد مقاومتی باشد.